# Fernand Pinal
Pour les articles homonymes, voir Pinal.
Fernand Pinal, né le 13 décembre 1881 à Bruyères-et-Montbérault (Aisne), mort le 12 octobre 1958 à Romeny-sur-Marne (Aisne), est un peintre et graveur (eau-forte et gravure sur bois) français.

## Biographie

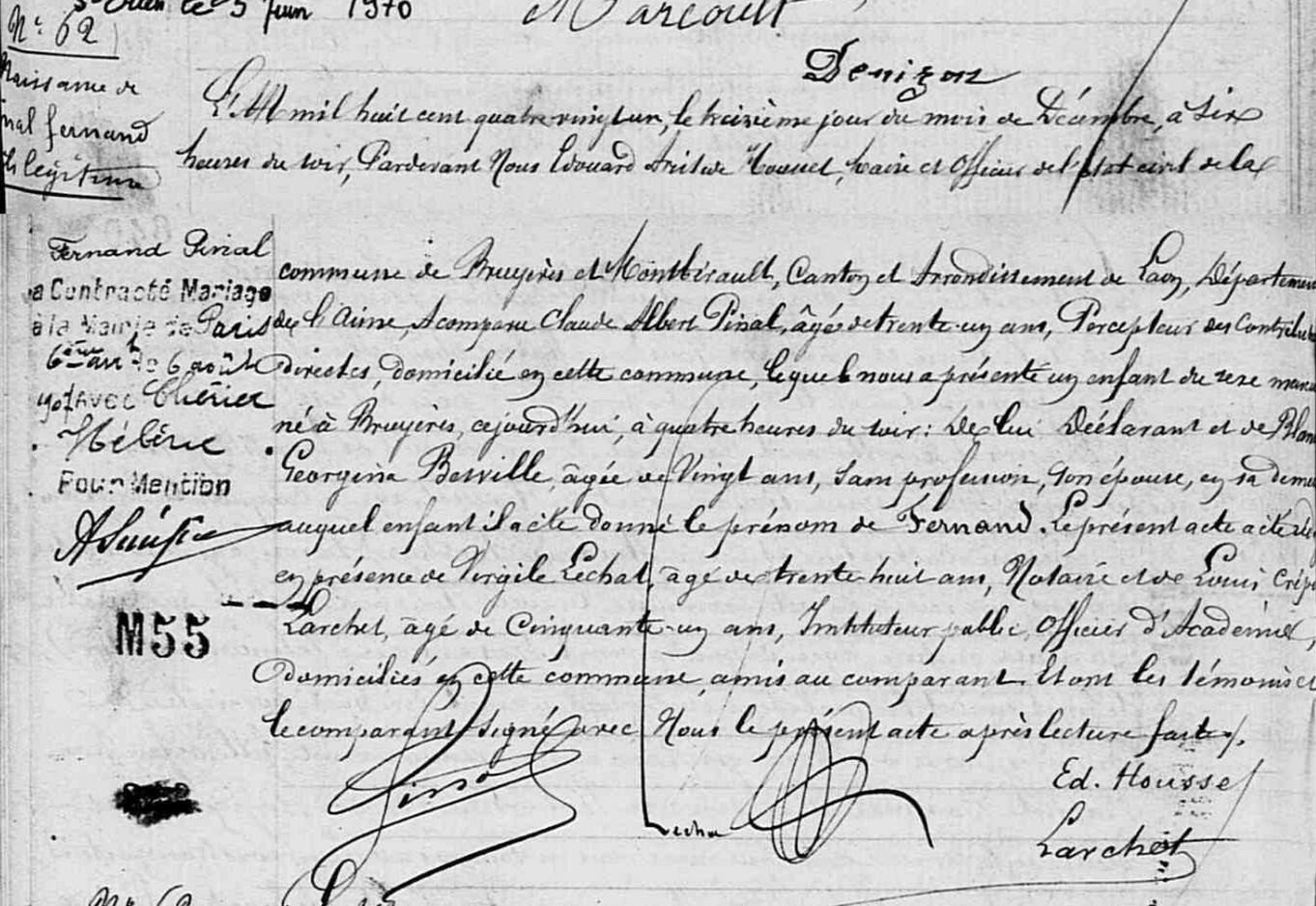
Son acte de naissance.

Il est fils unique et son père, après un engagement militaire de neuf ans où il servit en tant qu'adjudant dans les Spahis, est receveur des impôts successivement à Bruyères-et-Montbérault, Gandelu, Charly-sur-Marne et Meaux, son dernier poste. Sous la forte pression de son père, après des études secondaires en interne au lycée de Laon jusqu'à la terminale qu'il redouble avec obtention du baccalauréat à Paris et une licence en droit obtenue elle aussi à Paris, Fernand devient fonctionnaire tout d’abord comme rédacteur au ministère de l’Intérieur, puis au service d’hygiène et des eaux minérales, puis comme chef de bureau aux régions libérées et enfin comme chef du personnel aux finances,. 
Parallèlement, il n’a cessé de peindre et de graver. 
D'abord élève de Jacques-Émile Blanche qu’il quitte rapidement, il entre dans l'atelier d'Henri Martin où il se lie d'amitié avec deux condisciples, Henri Le Sidaner et Pierre Eugène Montézin. 
Il épouse Hélène Chérier, originaire de Meudon, qui passe ses vacances à Charly-sur-Marne, et tous deux habitent Paris à partir de l’année 1907.
En août 1914, il est mobilisé dans son bataillon d'artillerie à Laon, mais en raison de sa petite taille et de sa mauvaise vue, il est muté à Paris dans un service télégraphique. 
Après la première bataille de la Marne, il se rend à chaque permission entre Lagny et Meaux pour peindre les ruines des villages de la vallée de la Marne, souvent accompagné de son épouse et de leur petite fille Régine (dite « Ginette »). Les critiques de cette époque, comme son ami le poète Léon Bocquet, le surnomment « le peintre des régions dévastées ». 
La guerre terminée, peintre et graveur confirmé, il est attiré par les forêts aux environs de Paris, notamment à Meudon, Viroflay, Clamart, et se spécialise dans la représentation des arbres en fleurs et de la splendeur printanière. Tour à tour illustrateur de magazines poétiques et musicaux, violoncelliste - il joue dans l'orchestre parisien de Casadesus - conférencier, poète, comédien, critique d'art, restaurateur de peintures, fin gourmet et pêcheur à la ligne (occupation qu'il partage parfois avec Montézin sur les bords du Loing), la peinture et la gravure sont demeurées les plus grandes passions de sa vie. À Gandelu, « où il a vécu ses plus belles années d'enfance et où ses randonnées dominicales de l'âge adulte se terminent régulièrement au bord du Clignon », il se lie d'amitié avec l'homme de lettres Alexandre Mercereau, propriétaire du château. Ami de beaucoup de peintres tels qu'Eugène Buland, Gustave Valérian, Pierre Ladureau, André Dunoyer de Segonzac, Carlos-Reymond, Pierre Eugène Montézin et Henri Le Sidaner, il expose à plusieurs occasions au Salon de Lagny avec Édouard Cortès, Alexandre Jacob et Pierre Eugène Montézin. Il effectue plusieurs séjours à Royan entre 1925 et 1939.
Il est membre de la Société des artistes français et obtient la médaille d'or dans la section gravure de son Salon en 1957 pour Le marché et la cathédrale de Laon. Il est également membre de la Société nationale des beaux-arts et du Salon d'hiver, ainsi que du Comité des aquafortistes français. Peintre régionaliste, il est fondateur de la Société des artistes laonnois, membre de la société historique et archéologique de Château-Thierry, la ville de La Fontaine, où il invite Paul Fort.

## Contributions bibliophiliques
- Léon Bocquet, Les Branches lourdes - Poèmes, 1903-1910, illustrations de Fernand Pinal, Éditions Albert Messein, 1929.
- Charles Westercamp, Le Laonnois pittoresque - Tome 1 : Laon, préface de Paul Lacour, illustration collective dont Alfred de Maghelien, Fernand Pinal et Eugène Thiery, Éditions des Tablettes de l'Aisne, 1930.
- Jean Ott (préface d'Albert Acremant), Sous le signe de la rose, illustrations de Fernand Pinal, Éditions O. Dousset, 1933.
- Enguerrand Homps, Sonatine champêtre, illustrations de Fernand Pinal, Imprimerie de Matot-Braine, 1949.

## Expositions

### Expositions personnelles
- Hôtel de ville de Paris, 1929.
- Royan, 1929[4].
- Ventes de l'atelier Fernand Pinal, Claude Robert, commissaire-priseur, Hôtel Drouot, Paris, 28 mai 1979[6], 22 octobre 1979[7] et 1er juillet 1985.
- Fernand Pinal peintre honnête homme, Musée Bossuet, Meaux, juin-septembre 1994.
- Hommage à Fernand Pinal, La Porte d'Ardon, Laon, juin 2013[5].
- Exposition Fernand Pinal, salle culturelle Fernand-Pinal, Charly-sur-Marne, mai 2015[8].

### Expositions collectives
- Salon des indépendants, Paris, à partir de 1910.
- Salon des artistes français, Paris, de 1922 à 1957.
- Salon de la Société nationale des beaux-arts, 1913, 1921, 1922, 1923.
- Les imagiers modernes - Troisième exposition de la Société artistique de la gravure sur bois, Cercle de la librairie, Paris, mai-juin 1923.
- Galerie du Montparnasse, Paris 1927. Exposition où le Nu présenté par Fernand Pinal fit scandale car jugé hors des conventions académiques.
- Exposition de la Société des artistes laonnois, Hôtel du Petit-Saint-Vincent, Laon, 1936[5], 1937.
- Exposition universelle de 1937, Paris.
- Salon d'hiver, Paris, 1947[9].
- Les peintres de la Vallée de la Marne, Hôtel Ibis, Château-Thierry, juin 2009[10].

## Réception critique
- « Fernand Pinal a su pénétrer l'âme secrète des sites particulièrement aimés, et son pinceau très expressif, de clochers en clochers, a réalisé une illustration magnifique de ses itinéraires familiers. Mais c'est dans ses bois au burin et en couleurs, dans ses eaux-fortes, qu'il a réalisé peut-être la plus belle et la plus vivante documentation sur nos paysages et nos vieilles cités. Peintre délicat, sa palette est d'une extrême luminosité. » - Paul Flamant[11]
- « Un excellent peintre impressionniste dans la lignée de Montézin, Signac, Loiseau. Tout est harmonie dans cette peinture honnête et de qualité où abondent des paysages équilibrés dans des teintes chaudes et nuancées.. » - Françoise de Perthuis[6]
- « Il existe une parenté évidente avec Montézin dans le beau métier de cet élève d'Henri Martin. Pinal porte deux chapeaux, celui de fonctionnaire des Finances et celui de peintre. Il a beaucoup regardé Pissarro et sut ajouter les piments du pointillisme clair aux recettes traditionnelles du paysagisme selon Corot. » - Gérald Schurr[12]
- « Le nombre important de ses travaux d'atelier confirme sa témérité à trouver son propre langage pictural. L'analyse méthodique des œuvres de Monet, la fréquentation permanente des musées et les conseils du peintre Le Sidaner feront le reste : le style est là, certes redevable du réalisme de Buland et du divisionnisme d'Henri Martin, mais le brossage résolument personnel le fait alors classer par la critique aux côtés des luministes. » - Noël Coret[3]

## Prix et distinctions
- Chevalier de la Légion d'honneur, 1920[1].
- Médaille d'argent, Exposition universelle de 1937.
- Médaille d'argent, Salon des artistes français, 1941.
- Médaille d'or de la gravure, Salon des artistes français, 1957[1].

## Collections publiques
- Musée franco-américain de Blérancourt, Le bois de Belleau, Huile sur toile, 1919[13].
- Musée d'Art et d'Archéologie de Laon.
- Musée Jean-de-La-Fontaine, Château-Thierry.
- Musée Jean-Racine, La Ferté-Milon.
- Musée Bossuet, Meaux, Le Pont du marché à Meaux, huile sur toile, 1913..
- Musée Gatien-Bonnet, Lagny-sur-Marne.
- Musée de Royan, Charente-Maritime, cinq peintures : Royan vu de Vallières (1927), La Pointe de Suzac (1928), Chêne vert à Vallières (1927), Poiriers fleuris (avril 1947), L'église Saint-Pierre de Royan (septembre 1930)[4].
- Musée d'art et d'histoire de La Rochelle, L'église romane de Talmont-sur-Gironde, gravure sur bois, 1952.
- Musée d'art moderne de la ville de Paris.
- Bibliothèque municipale de Bruyères-et-Montbérault, ensemble d'eaux-fortes[14].
- Mairies d'Essômes-sur-Marne de Romeny-sur-Marne, de Charly-sur-Marne, de Saint-Gengoulph[3],[2].

## Hommages
- Une rue de Saint-Gengoulph (Aisne) porte le nom de Fernand Pinal.